# Gaziantepspor Kulübü 2014-2015

## Rosa
| N. |                        | Ruolo | Calciatore            |
| -- | ---------------------- | ----- | --------------------- |
| 1  | Lituania (bandiera)    | P     | Žydrūnas Karčemarskas |
| 3  | Turchia (bandiera)     | D     | Elyasa Süme           |
| 4  | Nigeria (bandiera)     | A     | John Chibuike         |
| 5  | Bulgaria (bandiera)    | D     | Şenol Can             |
| 6  | Turchia (bandiera)     | C     | Erdem Şen             |
| 7  | Turchia (bandiera)     | A     | Emre Nefiz            |
| 8  | Paesi Bassi (bandiera) | C     | Oğuzhan Türk          |
| 9  | Guinea (bandiera)      | A     | Demba Camara          |
| 10 | Turchia (bandiera)     | A     | Muhammet Demir        |
| 14 | Turchia (bandiera)     | A     | Orkan Çınar           |
| 15 | Nigeria (bandiera)     | D     | Gbenga Arokoyo        |
| 16 | Svezia (bandiera)      | A     | Ferhad Ayaz           |
| 20 | Turchia (bandiera)     | C     | Abdülkadir Kayalı     |

| N. |                                 | Ruolo | Calciatore     |
| -- | ------------------------------- | ----- | -------------- |
| 21 | Turchia (bandiera)              | C     | Mustafa Durak  |
| 22 | Turchia (bandiera)              | D     | Gökhan Süzen   |
| 25 | Brasile (bandiera)              | D     | Chico          |
| 26 | Turchia (bandiera)              | D     | Barış Yardımcı |
| 27 | Turchia (bandiera)              | A     | Serhan Yılmaz  |
| 28 | Camerun (bandiera)              | D     | Gilles Binya   |
| 34 | Turchia (bandiera)              | P     | Eray Birniçan  |
| 35 | Turchia (bandiera)              | P     | Bora Sevim     |
| 41 | Bosnia ed Erzegovina (bandiera) | D     | Ognjen Vranješ |
| 66 | Austria (bandiera)              | C     | Muhammed Ildiz |
| 87 | São Tomé e Príncipe (bandiera)  | A     | Luís Leal      |
| 88 | Brasile (bandiera)              | C     | João Vitor     |